# اسمامحة (السوال)
اسمامحة هو دُوَّار يقع بجماعة الرواشد، إقليم خريبكة، جهة بني ملال خنيفرة في المملكة المغربية. ينتمي الدوّار لمشيخة السوال التي تضم 4 دواوير. يقدر عدد سكانه بـ 977 نسمة حسب الإحصاء الرسمي للسكان والسكنى لسنة 2004.

## روابط خارجية
- البوابة الوطنية للجماعات الترابية
- المندوبية السامية للتخطيط